# Monte Rastcias
Il monte Rastcias (2.404 m s.l.m.) è una vetta delle Alpi Cozie, nella sottosezione delle Alpi del Monviso. Su alcune vecchie pubblicazioni viene chiamato monte Rascias, ma non va confuso con il valdostano monte Rascias, nelle Alpi Graie.

## Caratteristiche

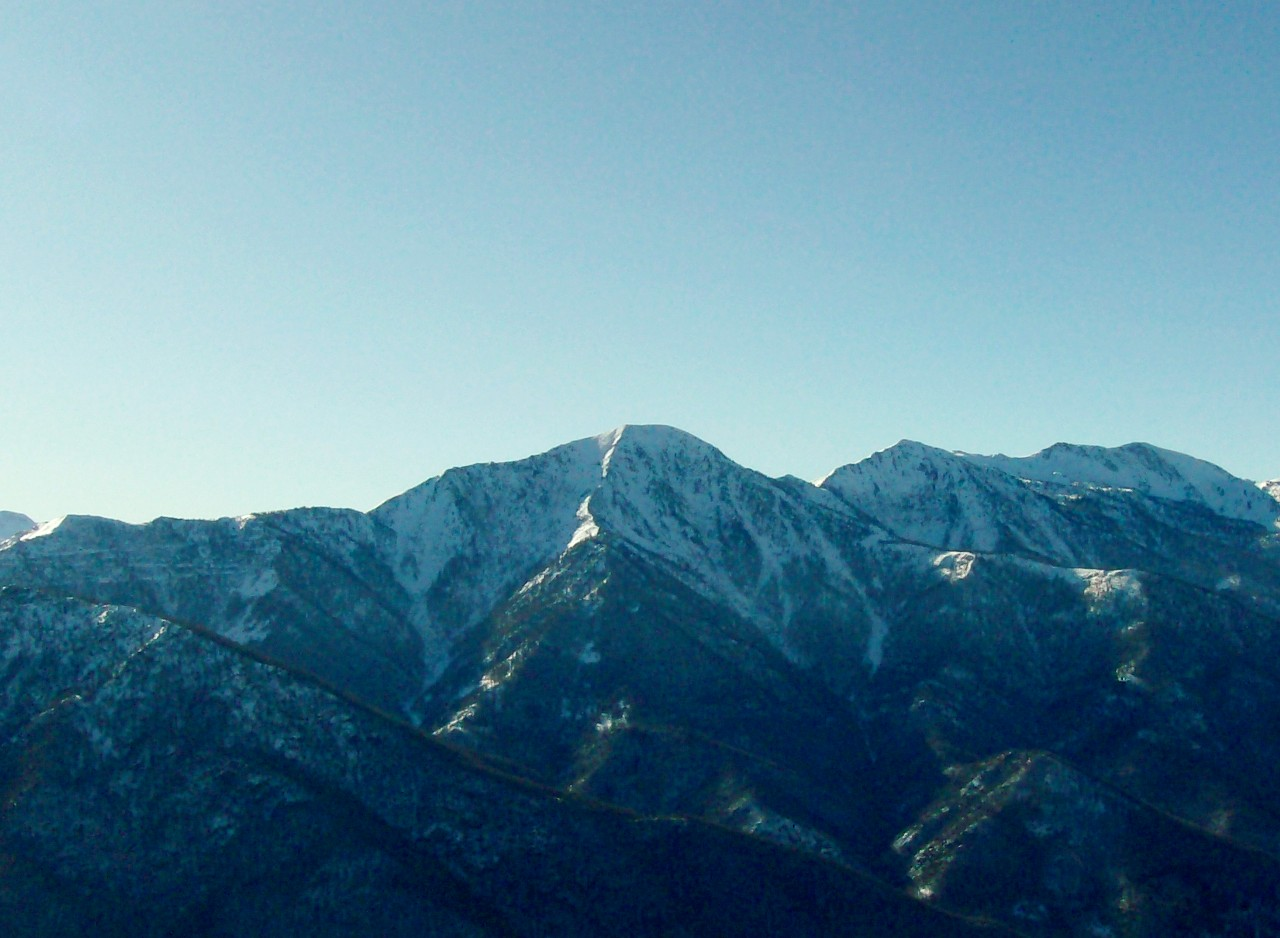
Versante settentrionale del monte Rastcias visto dalla vetta del monte Ricordone

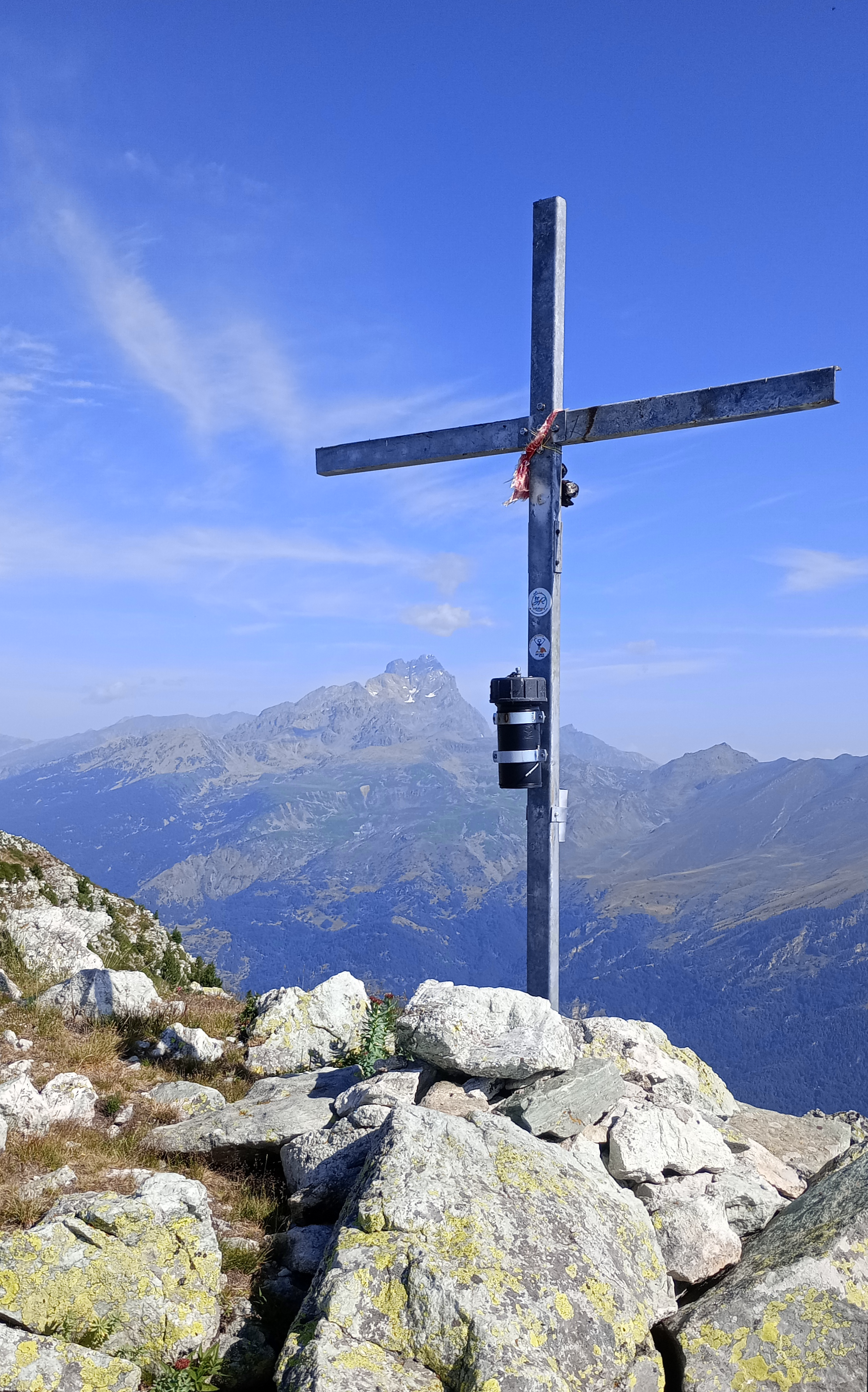
La croce di vetta

Si trova sullo spartiacque principale tra le valli Varaita e Maira; sulla vetta si incontrano i confini comunali di Sampeyre, Macra e San Damiano Macra.
È una delle cime che sorgono sul tratto compreso tra il colle di Sampeyre ed il colle Birrone. La cresta in questo tratto ha una direzione principale est-ovest; la montagna è delimitata in cresta dal colle Rastcias (2.126 m) a ovest, e dal Collet Rusciera (2.052 m) ad est. Il versante meridionale, appartenente alla val Maira, ha una pendenza costante ed abbastanza dolce, mentre il versante settentrionale (lato val Varaita) è più scosceso e presenta diverse pareti rocciose subverticali. Questo versante è caratterizzato da due contrafforti che discendono, uno in direzione nord, l'altro in direzione nord-est, verso il fondovalle. Verso sud, scende un contrafforte unico, che separa i comuni di Macra e San Damiano Macra. La vetta è bifida, con una cima principale ad ovest alla quota di 2.404 m, ed una secondaria ad est alla quota di 2.401 m. Su questa seconda elevazione si trova una croce metallica con fissato un contenitore che ospita il libro di vetta. La prominenza topografica della montagna di 228 metri.
Sulle sue pendici meridionali passa la cosiddetta strada dei cannoni, che unisce la colletta di Rossana al colle della Bicocca, passando per il Colle di Sampeyre.

## Geologia
Dal punto di vista geologico, la parte sommitale è costituita da quarziti micacee di origine metamorfica, mentre a quote inferiori si trovano quarziti e micascisti meno metamorfosati risalenti al Permo-Carbonifero.

## Ascensione
L'accesso alla vetta è un percorso di tipo escursionistico. L'accesso più agile è dal colle Rusciera ad est, dal quale diverse tracce di sentiero conducono in vetta. La vetta può anche essere raggiunta con un itinerari cicloalpinistico.

## Bibliografia

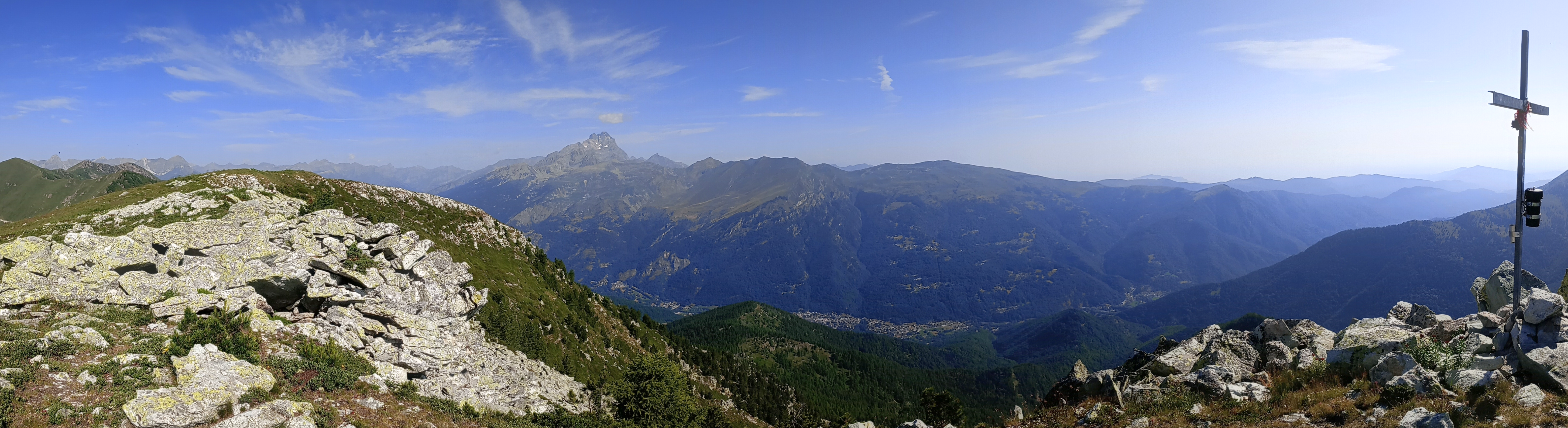
Vista verso nord
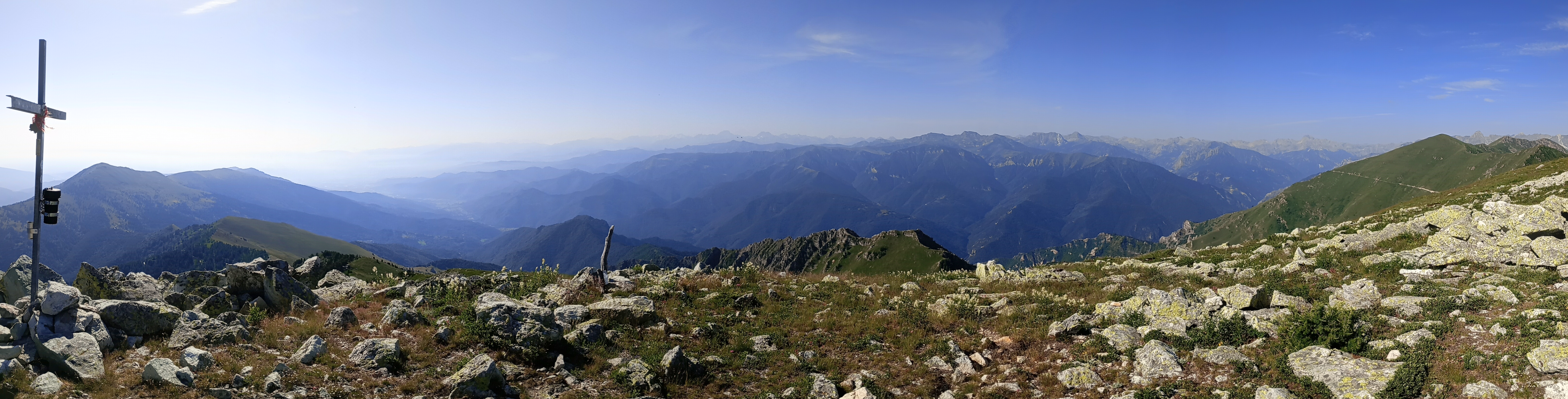
Vista verso sud